# Heidenbach (Banfe)
Der Heidenbach ist ein Wiesenbach im Stadtgebiet von Bad Laasphe im nordrhein-westfälischen Kreis Siegen-Wittgenstein. Nach einem etwas unter 1 km langen Lauf nach etwa Nordosten mündet er nahe dem Laaspher Einzelanwesen Heidebach von links in die Banfe.

## Geographie

### Verlauf
Der Heidenbach entsteht auf etwa 419 m ü. NHN in einer Talaue etwa 0,6 km südwestlich von Heidebach und etwa 1,1 km nordöstlich des Gipfels des bewaldeten Laykopfs (660,7 m ü. NHN). Er fließt etwas gewunden und lange ohne Baum und Strauch am Ufer durch eine flache und schmalen Talwiese nach Nordosten. Gegen Ende seines eigenen Tales und nahe dem Anwesen Heidebach stehen einige Laubbäume am Ufer.
Dann unterquert er die am linken Land des Flusstales verlaufende Banfetalstraße (L 718) und folgt dieser anschließend etwa hundert Meter weit an ihrer Flussseite als Graben. Gegenüber dem Straßenanschluss nach Heidebach kehrt er sich nach rechts für seine letzten 50 Grabenmeter über die Banfetalaue und fließt dann auf etwa 388 m ü. NHN von links in die obere Banfe ein.
Der Heidenbach mündet nach etwa 0,9 km langem Weg mit mittlerem Sohlgefälle von rund 34 ‰ ungefähr 31 Höhenmeter unterhalb seines Ursprungs in die Banfe.

### Einzugsgebiet und Zuflüsse
Der Heidenbach hat ein etwa 0,9 km² großes Einzugsgebiet, das im Rothaargebirge liegt und politisch zur Stadt Bad Laasphe gehört. Weniger als 10 % davon sind offen und von Wiesen der Bach- und der Flussaue bedeckt, der übrige Teil bewaldet. Sein höchster Punkt an der Südwestspitze am Oberhang des Laykopfs erreicht ungefähr 630 m ü. NHN.
Jenseits der nordwestlichen Wasserscheide fließt der Bernshäuser Bach etwas weiter abwärts in die Banfe, jenseits der südöstlichen der Burbach etwas weiter aufwärts.